# Alessandro Marzi Medici
Alessandro Marzi Medici (Firenze, 28 agosto 1557 – Firenze, 13 agosto 1630) è stato un arcivescovo cattolico italiano, arcivescovo di Firenze dal 1605 al 1630.

## Biografia
Venne nominato dopo l'elezione al soglio pontificio del suo predecessore, Alessandro di Ottaviano de' Medici.
Nacque a Firenze da Vincenzo Marzi Medici e da Elisabetta Vespucci, nipote d'un fratello del navigatore Amerigo Vespucci. Studiò diritto canonico diventando dottore in utroque iure e divenne canonico della Metropolitana fiorentina (1583) e uditore della Nunziatura apostolica in Toscana.
Nel 1596 fu eletto vescovo di Fiesole, dove ottenne una solida esperienza pastorale, celebrando un sinodo diocesano nel 1599. Il 2 luglio 1605 prese possesso della cattedra vescovile di Firenze. La lettera che scrisse al clero e ai fedeli fiorentini dopo la sua elezione ad arcivescovo (datata 7 luglio 1605), suscitò simpatia e apprezzamento verso il concittadino diventato capo dell'arcidiocesi. Tenne regolari visite pastorali e sinodi, nel 1619, 1623 e 1627.
Protesse Ippolito Galantini, fondatore della Congregazione della dottrina cristiana, e ne incoraggiò l'apostolato. Scipione Ammirato ne lodò l'integrità della vita, la soavità e bontà dei costumi e la dotta conversazione.
Nel 1602 si iscrive alla Ven. Arciconfraternita della Misericordia di Firenze ricoprendo diverse cariche.
Morì il 13 agosto 1630.

## Genealogia episcopale
La genealogia episcopale è:
- Cardinale Juan Pardo de Tavera
- Cardinale Antoine Perrenot de Granvelle
- Cardinale Francisco Pacheco de Villena
- Papa Leone XI
- Arcivescovo Alessandro Marzi Medici